# Concepción (Chile)
Concepción je město nacházející se v centrální-jižní části Chile, je hlavním městem stejnojmenné provincie i VIII. oblasti Biobío. Je známa jako „La Perla del Biobío“ („Perla Biobía“) a její metropolitní oblast se nazývá Gran Concepción.
Na severu hraničí s Hualpén, Talcahuano a Penco; na jihu s Chiguayante a Hualqui; na západě s Floridou a na východě s Río Biobío a San Pedro de la Paz.
Město se rozkládá 505 km daleko po silnici na jih od Santiaga. Je také sídlem Arcidiecéze Concepción.
Oblast složená z obcí Concepción, Hualpén, Talcahuano, Chiguayante, San Pedro de la Paz a Penco vytváří metropoli Gran Concepción („Velká Concepción“), souměstí které je charakteristické svojí kontinuitou a demografickým růstem. Proto obec tvořící její jádro je obecně známa jako Concepción Centro („Concepción Centrum“).

## Místopis
Jméno tohoto města se vztahuje k jeho zakladateli, španělskému konkvistadorovi jménem Pedro de Valdivia, který se spoléhal v modlitbách na Pannu Marii Neposkvrněnou, aby vyhrál Arauckou válku a dobyl Chile. Když potom 5. října 1550 Pedro de Valdivia založil toto město, rozhodl se jej pokřtít na «La Concepción de María Purísima del Nuevo Extremo» jako výraz vděku Panně Marii.
Lidé jsou v tomto regionu označováni jako „penquista“ podle jejich původního osídlení v oblasti Penca. Název pro dnešní obyvatele obce Penco je „pencón“.

## Dějiny

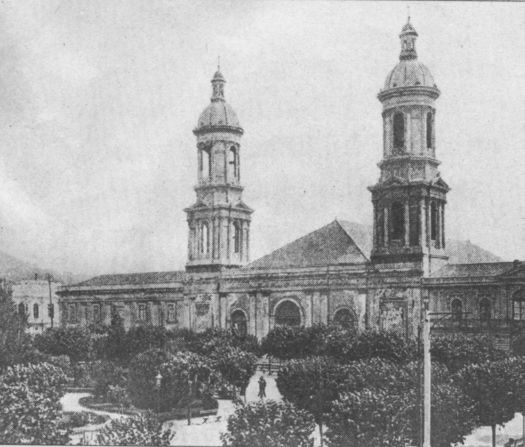
Katedrála v Concepción. Po zemětřesení v roce 1939 musela být zbořena kvůli vážným narušením struktury.

Město Concepción bylo původně založeno na místě dnešního Penca Pedrem de Valdivia 5. října roku 1550, v zálivu Bahía de Concepción. Dva roky na to bylo osídlení uznáno městem královským dekretem, který mu s okamžitou platností přidělil městský znak.
V průběhu Araucké války se Concepción změnila ve vojenské jádro tohoto konfliktu, jelikož ležela na španělsko-mapučské hranici. Město tak bylo neustále vysidlováno, osidlováno, trpělo dobýváním a vojenskými útoky.
V 16. a 17. století bylo často pleněno anglickými a holandskými piráty jako byl Oliver Van Noort.
Po většinu 16. století byla Concepción sídlem Real Audiencia de Chile (královská audiencie v Chile), jedné z nejdůležitějších koloniálních institucí Španělska.
Zemětřesení v roce 1751 zničilo město a krátce po něm bylo rozhodnuto o nové výstavbě města ve Valle de la Mocha, tedy v místě, kde dodnes stojí. Přesun trval celých 12 let, a to kvůli občanské opozici vedené biskupem José de Toro y Zambrano Romo. Smrt biskupa a ten fakt, že jeho nástupce s přesunem souhlasil, umožnil realizaci plánu.
Po přesunu Concepción do jejího nového umístění, bylo zakázáno obývat oblast Penca, aby zůstala volná pro účely koloniální správy. Až do roku 1842 zůstalo toto místo neobydlené, v tomto samém roce však státní správa zrušila zákaz a osídlení pojmenovala Villa Penco. Tato obec byla administrativně závislá na Concepción až do 1898, kdy bylo Penco prohlášeno městem.

Na Plaza de Concepción (Náměstí Concepción) pak bylo 1. ledna 1818 podepsáno prohlášení nezávislosti Chile. Od této chvíle se náměstí přejmenovalo na Plaza de la Independencia (Náměstí nezávislosti) a pod tímto názvem je jediné v celé zemi.

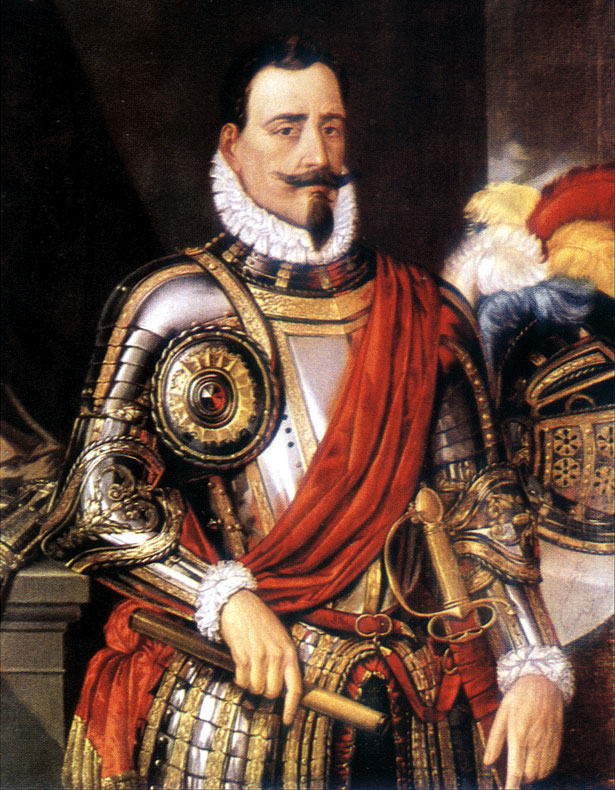
Pedro de Valdivia, zakladatel Concepción.

Růst města se zrychlil obzvláště v druhé polovině 20. století, kdy se rozšířilo do té míry, že bylo možné propojit jej s okolními městy této oblasti.
Již od svého založení byla Concepción jedním z tří největších měst Chile. Měla tak významnou roli nejen v ekonomickém, ale i administrativním a vojenském životě země. Přístavy Talcahuano, Tomé, San Vicente a Lirquén, které jsou kolem města, z něj vytvářejí exportní dopravní uzel. Dříve byly také bránou pro mnoho evropských uprchlíků, kteří se museli vyloďovat přes chilské pobřeží.
Ve 20. století se Concepción stala kolébkou politických a uměleckých myšlenek, z větší části díky založení Universidad de Concepción roku 1919, která se stala jednou z nejdůležitějších tradičních univerzit v Chile. Mimo to se stala také sídlem mnoha důležitých protagonistů chilského kulturního života. Příkladem může být básník Gonzalo Rojas, který organizoval setkání spisovatelů z celé Latinské Ameriky.
V dubnu roku 1987 papež Jan Pavel II. v rámci své návštěvy Chile strávil v Concepción dva dny.
Roku 1996 se obec Concepción rozdělila a byly vytvořeny obce Chiguayante a San Pedro de la Paz, které se staly obytnými satelitními městy Concepción.
Na přelomu 20. a 21. století utrpěla Concepción rozsáhlou změnu tváře města. Soustředila se na historická místa, jako např. Plaza de la Independencia, ale také na výstavbu jiných, jako např. Barrio Cívico de Concepción. Tyto úpravy města byly realizovány v rámci různých projektů, hlavně Biovías a projektu dvousetletého výročí od založení Chile.
Concepción, jejíž městské motto zní Hlavní město jižního Chile, je v současnosti moderním městem, které se velmi rychle rozrůstá jak v počtu obyvatel, tak infrastrukturou. Tento fakt je způsoben především demografickou explozí, ale i nárůstem kulturního vyžití a trhu s nemovitostmi. Nadále přetrvává jako jedno z nejvýznamnějších měst Chile.
Dne 27. února 2010 zastihlo město zemětřesení o síle 8,8 Richterovy stupnice, jehož epicentrum leželo 90 km severovýchodně od města. Zemřelo při něm 521 lidí a 56 se stále pohřešuje. Způsobilo také značné hmotné škody.

## Význam
Concepción zaujímá jak významnou ekonomickou, tak i demografickou pozici. Již od svého založení byla role tohoto města historicky, kulturně i společensky relevantní v rámci celého Chile. Je uznávána jako jedno z nejvýznamnějších urbanistických, demografických, správních, finančních a komerčních středisek, hned po Santiagu.

Ačkoliv v současnosti již město nenese poctu sídla královské armády, ani královské audience, jako na počátku Araucké války, je dnes významným centrem jedné z největších konurbací Chile. Zároveň je také nejlidnatějším městem jihu Chile, dosahujíce téměř milionu obyvatel.

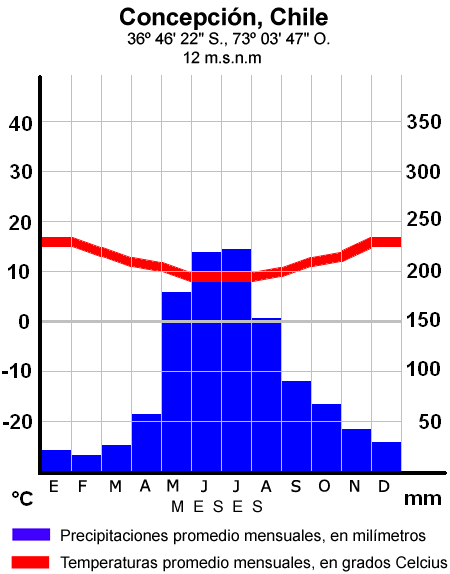
Klima v Concepción:
modře: průměrné měsíční srážky v mm;
červeně: průměrné měsíční teploty ve stupních Celsia

Co se týče kultury, byla Concepción v určitých obdobích významným centrem dění. Obzvláště založení Universidad de Concepción roku 1919 znamenalo velký pokrok pro kulturní život města. Bylo založeno Teatro de la Universidad de Concepción (TUC) (Divadlo univerzity v Concepción), škola a divadelní společnost, které fungovaly mezi lety 1945 a 1973 a které si vydobyly pověst nejlepších v zemi. Byl založen také časopis Atenea, který má již od roku 1924 za účel sledovat a kriticky nahlížet kulturní prostředí Chile a Latinské Ameriky, obzvláště ve vztahu k literatuře, sociologii, umění, historii či filosofii. A v neposlední řadě byl založen roku 1952 také Orquesta Sinfónica de la Universidad de Concepción (Symfonický orchestr univerzity v Concepción), pod vedením Wilfrieda Junge, připojen k univerzitě roku 1958.
Co se týče politického života, i v tom sehrála Universidad de Concepción důležitou roli. Stala se totiž kolébkou Movimiento de Izquierda Revolucionaria (MIR, Levicové revoluční hnutí), chilské strany extrémní levice, která hrála významnou roli v opozici vojenskému režimu.

## Geografie
Město se rozkládá v jižní části Amerického kontinentu, na souřadnicích 36° 46' 22" jižní šířky a 73° 03' 47" západní délky. Průměrná nadmořská výška dosahuje pouhých 12 m n. m., jelikož město leží zčásti na pobřeží a zčásti v chilském centrálním údolí.
Na severu hraničí město s dalšími obcemi: Hualpén, Talcahuano a Penco; na jihu s Chiguayante a Hualqui; na východě s Florida a na západě s řekou Biobío a obcí San Pedro de la Paz. Město je také geograficky zajímavé tím, že se nachází poblíž chilského pobřežního pohoří.

## Klima
Mírné přímořské podnebí s vlivem Tichého oceánu. Roční průměrná teplota je 17,7 °C, zatímco v létě je průměrná teplota 18 °C a v zimě 9 °C.
| Concepción (Carriel Sur. Chile) – podnebí                                           | Concepción (Carriel Sur. Chile) – podnebí | Concepción (Carriel Sur. Chile) – podnebí | Concepción (Carriel Sur. Chile) – podnebí | Concepción (Carriel Sur. Chile) – podnebí | Concepción (Carriel Sur. Chile) – podnebí | Concepción (Carriel Sur. Chile) – podnebí | Concepción (Carriel Sur. Chile) – podnebí | Concepción (Carriel Sur. Chile) – podnebí | Concepción (Carriel Sur. Chile) – podnebí | Concepción (Carriel Sur. Chile) – podnebí | Concepción (Carriel Sur. Chile) – podnebí | Concepción (Carriel Sur. Chile) – podnebí | Concepción (Carriel Sur. Chile) – podnebí |
| Období                                                                              | leden                                     | únor                                      | březen                                    | duben                                     | květen                                    | červen                                    | červenec                                  | srpen                                     | září                                      | říjen                                     | listopad                                  | prosinec                                  | rok                                       |
| ----------------------------------------------------------------------------------- | ----------------------------------------- | ----------------------------------------- | ----------------------------------------- | ----------------------------------------- | ----------------------------------------- | ----------------------------------------- | ----------------------------------------- | ----------------------------------------- | ----------------------------------------- | ----------------------------------------- | ----------------------------------------- | ----------------------------------------- | ----------------------------------------- |
| Průměrné denní maximum [°C]                                                         | 22,1                                      | 21,8                                      | 20,3                                      | 17,9                                      | 15,3                                      | 13,4                                      | 12,9                                      | 13,6                                      | 14,9                                      | 16,6                                      | 18,7                                      | 20,9                                      | 17,4                                      |
| Průměrné denní minimum [°C]                                                         | 11,1                                      | 10,9                                      | 9,6                                       | 8,4                                       | 8,0                                       | 6,6                                       | 5,9                                       | 6,0                                       | 6,5                                       | 7,6                                       | 8,9                                       | 10,5                                      | 8,3                                       |
| Průměrné srážky [mm]                                                                | 17,6                                      | 15,1                                      | 22,7                                      | 68,5                                      | 201,9                                     | 241,3                                     | 209,9                                     | 137,2                                     | 91,3                                      | 64,3                                      | 36,7                                      | 24,1                                      | 1 130,6                                   |
| Zdroj: Meteo Chile, Información climatológica de estaciones chilenas, December 2013 |                                           |                                           |                                           |                                           |                                           |                                           |                                           |                                           |                                           |                                           |                                           |                                           |                                           |

## Partnerská města
- La Plata
- Cascavel
- Betlém
- Guayaquil
- Cuenca
- Minnesota
- Monterrey
- Auckland